# Promozione Trentino-Alto Adige 1981-1982
Nella stagione 1981-1982 la Promozione era sesto livello del calcio italiano (il massimo livello regionale). Qui vi sono le statistiche relative al campionato in Trentino-Alto Adige.
Il campionato è strutturato in vari gironi all'italiana su base regionale, gestiti dai Comitati Regionali di competenza. Promozioni alla categoria superiore e retrocessioni in quella inferiore non erano sempre omogenee; erano quantificate all'inizio del campionato dal Comitato Regionale secondo le direttive stabilite dalla Lega Nazionale Dilettanti, ma flessibili, in relazione al numero delle società retrocesse dal Campionato Interregionale e perciò, a seconda delle varie situazioni regionali, la fine del campionato poteva avere degli spareggi sia di promozione che di retrocessione.

## Squadre partecipanti
| Squadra                         | Città                        |
| ------------------------------- | ---------------------------- |
| U.S. Alense                     | Ala (Italia) (TN)            |
| U.S. Anaune                     | Cles (TN)                    |
| U.S. Arco                       | Arco (TN)                    |
| U.S. Dolomitica                 | Predazzo (TN)                |
| U.S. Gardolo                    | Trento (TN)                  |
| A.S. Laives / Leifers           | Laives (BZ)                  |
| A.C. Merano                     | Merano (BZ)                  |
| U.S. Mori                       | Mori (TN)                    |
| U.S. Oltrisarco                 | Bolzano (BZ)                 |
| U.S. Rotaliana                  | Mezzolombardo (TN)           |
| U.S. Salorno / Salurn           | Salorno (BZ)                 |
| A.S.C. Sankt Martin in Passeier | San Martino in Passiria (BZ) |
| U.S. Settaurense                | Storo (TN)                   |
| U.S. Termeno / Tramin           | Termeno (BZ)                 |
| G.S. Torbole                    | Torbole (TN)                 |
| A.S. Virtus Don Bosco           | Bolzano (BZ)                 |

## Classifica finale
|  | Pos. | Squadra               | Pt | G  | V  | N  | P  | GF | GS | DR  |
|  | ---- | --------------------- | -- | -- | -- | -- | -- | -- | -- | --- |
|  | 1.   | Oltrisarco            | 42 | 30 | 15 | 12 | 3  | 36 | 15 | +21 |
|  | 2.   | Alense                | 36 | 30 | 12 | 12 | 6  | 28 | 23 | +5  |
|  | 3.   | Laives / Leifers      | 35 | 30 | 13 | 9  | 8  | 39 | 27 | +12 |
|  | 4.   | Torbole               | 35 | 30 | 13 | 9  | 8  | 37 | 30 | +7  |
|  | 5.   | Dolomitica            | 34 | 30 | 12 | 10 | 8  | 48 | 30 | +18 |
|  | 6.   | Gardolo               | 33 | 30 | 11 | 11 | 8  | 37 | 31 | +6  |
|  | 7.   | Sankt Martin Passeier | 32 | 30 | 11 | 10 | 9  | 26 | 21 | +5  |
|  | 8.   | Virtus Don Bosco      | 33 | 30 | 10 | 13 | 7  | 33 | 31 | +2  |
|  | 9.   | Settaurense           | 31 | 30 | 11 | 9  | 10 | 58 | 46 | +12 |
|  | 10.  | Arco                  | 31 | 30 | 10 | 11 | 9  | 35 | 35 | 0   |
|  | 11.  | Rotaliana             | 29 | 30 | 9  | 11 | 10 | 30 | 35 | -5  |
|  | 12.  | Anaune                | 29 | 30 | 8  | 13 | 9  | 32 | 28 | +4  |
|  | 13.  | Salorno / Salurn      | 28 | 30 | 10 | 8  | 12 | 34 | 46 | -12 |
|  | 14.  | Termeno / Tramin      | 23 | 30 | 8  | 7  | 15 | 27 | 34 | -7  |
|  | 15.  | Mori                  | 23 | 30 | 7  | 9  | 14 | 34 | 47 | -13 |
|  | 16.  | Merano                | 6  | 30 | 0  | 6  | 24 | 10 | 65 | -55 |

- L'Oltrisarco rinuncia alla promozione.